# لويز كرومويل بروكس
لويز كرومويل بروكس (بالإنجليزية: Louise Cromwell Brooks)‏ هي نجمة اجتماعية أمريكية، ولدت في 14 سبتمبر 1890، وتوفيت في 30 مايو 1965 بسبب مرض قلبي وعائي.